# Ponikowica
Ponikowica (Пониковиця) – wieś w rejonie złoczowskim obwodu lwowskiego, założona w 1511 r.
W II Rzeczypospolitej miejscowość była siedzibą gminy wiejskiej Ponikowica w powiecie brodzkim województwa tarnopolskiego.
W latach 1940–1941 i 1944–1946 siedziba rejonu ponikowickiego.
Znajduje się tu przystanek kolejowy Ponikowica, położony na linii Lwów – Zdołbunów. Wieś liczy 1565 mieszkańców.
Do 2020 w rejonie brodzkim. 